# Palánka (Szerbia)
Palánka (szerbül Бачка Паланка / Bačka Palanka, horvátul Palanka, németül Palanka, Plankenburg) város és község Szerbiában, a Vajdaságban, a Dél-bácskai körzetben.
Három település egybeolvadásával jött létre, ezek: Palánka (régebben: Német-Palánka, szerbül Palanka, németül Palanka vagy Plankenburg), Ópalánka (szerbül Stara Palanka, németül Alt-Palanka) és Újpalánka (szerbül Nova Palanka, németül Neu-Palanka). Palánka és Újpalánka a második világháború végéig német többségű volt, ezután kitelepítették a német lakosságot, és szerbeket költöztettek helyükre, míg Ópalánka mindig is szerb többségű volt.

## A község települései
A községet Palánkán kívül 13 település alkotja (zárójelben a települések szerb neve szerepel):
- Bácstóváros (Товаришево / Tovariševo)
- Bélamajor (Карађорђево / Karađorđevo)
- Boróc (Обровац / Obrovac)
- Dunabökény (Младеново / Mladenovo)
- Dunacséb (Челарево / Čelarevo)
- Füzegy (Визић / Vizić)
- Nyest (Neszt, Нештин / Neštin)
- Parrag (Параге / Parage)
- Pincéd (Пивнице / Pivnice)
- Szépliget (Гајдобра / Gajdobra)
- Szilbács (Силбаш / Silbaš)
- Úrszentiván (Úriszentiván, Деспотово / Despotovo)
- Wekerlefalva (Нова Гајдобра / Nova Gajdobra)

## Népesség

### Demográfiai változások
| 1948   | 1953   | 1961   | 1971   | 1981   | 1991   | 2002   | 2011   |
| ------ | ------ | ------ | ------ | ------ | ------ | ------ | ------ |
| 12 830 | 13 625 | 16 475 | 21 104 | 25 001 | 26 780 | 29 449 | 28 239 |

| Nemzetiség       | Szám   | %     |
| Szerbek          | 23 864 | 81,03 |
| Szlovákok        | 1194   | 4,05  |
| Magyarok         | 1160   | 3,93  |
| Horvátok         | 618    | 2,09  |
| Jugoszlávok      | 607    | 2,06  |
| Cigányok         | 231    | 0,78  |
| Montenegróiak    | 110    | 0,37  |
| Albánok          | 70     | 0,23  |
| Németek          | 68     | 0,23  |
| Muzulmánok       | 41     | 0,13  |
| Macedónok        | 27     | 0,09  |
| Ruszinok         | 25     | 0,08  |
| Szlovének        | 24     | 0,08  |
| Oroszok          | 14     | 0,04  |
| Csehek           | 9      | 0,03  |
| Bunyevácok       | 8      | 0,02  |
| Ukránok          | 7      | 0,02  |
| Bosnyákok        | 7      | 0,02  |
| Bolgárok         | 2      | 0,00  |
| Románok          | 1      | 0,00  |
| Egyéb/Ismeretlen |        |       |

| Nemzetiség       | Szám   |
| Szerbek          | 23 155 |
| Szlovákok        | 1055   |
| Magyarok         | 1003   |
| Horvátok         | 520    |
| Cigányok         | 262    |
| Jugoszlávok      | 117    |
| Németek          | 74     |
| Montenegróiak    | 73     |
| Albánok          | 58     |
| Muzulmánok       | 41     |
| Macedónok        | 32     |
| Ruszinok         | 28     |
| Szlovének        | 25     |
| Oroszok          | 18     |
| Bunyevácok       | 11     |
| Ukránok          | 6      |
| Bosnyákok        | 4      |
| Románok          | 3      |
| Bolgárok         | 2      |
| Egyéb            | 60     |
| Nem nyilatkozott | 1272   |
| Régió            | 363    |
| Ismeretlen       | 57     |

## Látnivalók

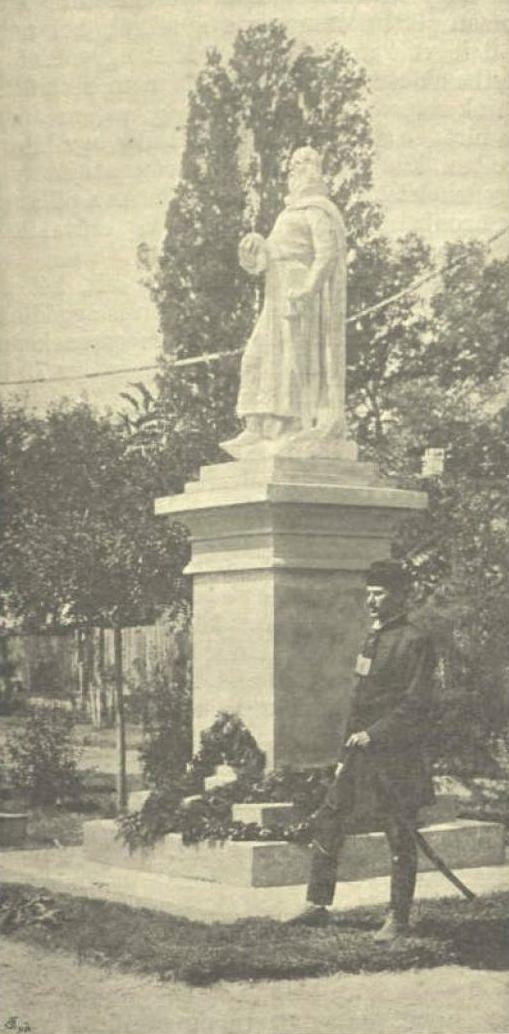
Szent István-szobor Palánkán. Kallós Ede 1897. augusztus 20-án felavatott alkotása koronázási díszben ábrázolja a királyt

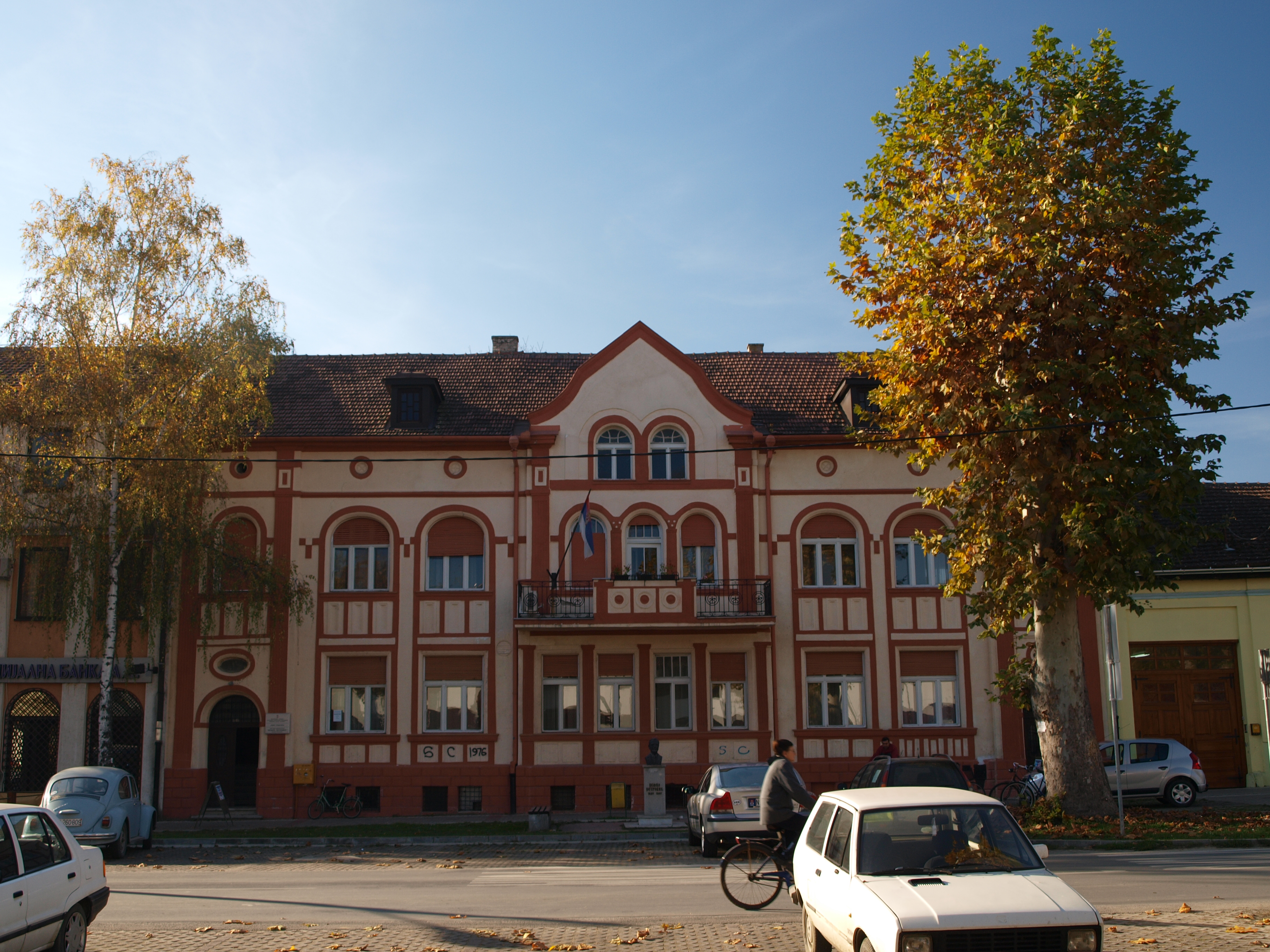
A Veljko Petrović könyvtár

- Római katolikus templom: már 1237-ből származó iratok említik ezt a plébániát Peszt néven. 1755-ben újraalapították Dunabökény (Mladenovo) területéről és Újlakról (Ilok) irányították. A templomot 1787-ben építették, belső felújítását 1925-ben és 1966-ban végezték, kívülről pedig 1927-ben és 1967-ben újították fel. A templom névadója Szűz Mária szeplőtelen fogantatása. A templom méretei: hossza 33 m, szélessége 15 m, a hajó belmagassága 11 m, a torony 32 m magas. Öt harangja közül a legnagyobb 1080 kg, a legkisebb 30 kg. Az anyakönyvet 1755 óta vezetik. A plébánia területén van Ópalánka vikariátusának imaháza, 1927-ből. Névadója Páduai Szent Antal. 1959-ben alaposan föl lett újítva. Az újpalánkai (Nova Palanka) fiókegyházat 1920-ban alapították, és neogótikus stílusban új templomot építettek. A templom névadója: Árpád-házi Szent Erzsébet. A második világháború után teljesen lerombolták. 1814-ben emelték a Jézus Szíve-kápolnát a Kálvárián, 1844-ben kibővítették, majd 1896-ban és 1903-ban is felújították. 1889-ben épült a Szent Rókus-kápolna a temetőben.

## Itt születtek
- 1856. március 24-én Petar Cvetković magyarországi szerb ügyvéd
- 1877. május 11-én Baranski E. László magyar festőművész, főiskolai tanár
- 1894. augusztus 13-án Konrád Jenő magyar labdarúgó
- 1896. május 26-án Konrád Kálmán magyar labdarúgó
- 1982. június 24-én Dusev-Janics Natasa horvát származású háromszoros magyar olimpiai bajnok
- 1984. december 7-én Marko Vujin szerb kézilabdázó
- 1986. június 16-án Žarko Šešum szerb válogatott kézilabda-játékos

## Sport
A városban működik a híres labdarúgóklub az FK Bačka Bačka Palanka.